# Silvério Cândido de Faria
Silvério Cândido de Faria (Santa Catarina, ca. 1805 — Rio de Janeiro, 15 de maio de 1852) foi um político brasileiro.
Filho de Manuel José das Neves e de Ana Maria Joaquina. Casou com Praxedes Nunésia Pires de Faria, filha de Feliciano Nunes Pires.
Em 18 de maio de 1818 era praticante da contadoria da 2ª repartição do Real Erário do Rio de Janeiro.
Foi deputado à Assembléia Legislativa Provincial de Santa Catarina na 1ª legislatura (1835 — 1837), na 2ª legislatura (1838 — 1839), na 4ª legislatura (1842 — 1843), na 5ª legislatura (1844 — 1845), na 6ª legislatura (1846 — 1847), e na 7ª legislatura (1848 — 1849).
Foi tenente-coronel da Guarda Nacional. Foi cavaleiro da Imperial Ordem da Rosa e da Ordem de Cristo.